# مش مسامحة (ألبوم)
مش مسامحة، هو الألبوم الرابع عشر الرسمي للمطربة اللبنانية نوال الزغبي، تم إنتاج الألبوم وتوزيعه عام 2015 بالتعاون بين شركة مزيكا وعالم الفن.

## الأغاني
1. يا جدع
2. مش مسامحة
3. صوت الهدوء
4. من الأول
5. الناس بيسألوني
6. ليك وحشة
7. ملعون
8. عيوني لما بيشوفوك
9. ولابحبك
10. غازلني
11. غريبة هالدني